# 地生人
地生人（字面意思为“种出来的人”，来自希腊语动词，“播种”）希腊神话中一群神奇武士的统称。

## 起源
地生人的来历如下：玻俄提亚英雄卡德摩斯（腓尼基国王阿革诺耳的儿子）得到一条神諭，该神谕要他跟着一头牛走，并在牛停下的地方建立一座新城。卡德摩斯忠实地执行该神谕，结果跟着这头牛来到了玻俄提亚。牛停下的地方由一条巨龙把守着，这龙的父亲是战神阿瑞斯，它吃掉了卡德摩斯带来的大部分同伴。为了夺取这片土地，卡德摩斯杀死了巨龙。这时雅典娜出现，指示卡德摩斯将巨龙的牙齿拔下来，再播种到地里；卡德摩斯将一半的牙齿种到地里（另一半被雅典娜自己带走，后来交给了科尔客斯国王埃厄忒斯），结果从种下龙牙的地方生出许多全副武装的武士，他们就是地生人。地生人刚出现时非常凶恶，卡德摩斯将一块石头扔到他们中间，他们就争吵起来并发展到互相残杀的地步。
最后这些地生人除了五人以外全部在互相拼杀中战死，剩下的五人帮助卡德摩斯建立了一座名为卡德墨亚的卫城，并以其为中心发展出一座城市。卡德摩斯所建的城就是忒拜城，而这幸存的五位武士也就是忒拜五家最显赫的豪族的始祖。
幸存的五位武士的名字是：厄喀翁（Εχίων，意为“毒蛇”），他娶了卡德摩斯的女儿阿高厄，所生的儿子就是忒拜下一任国王彭透斯；许珀瑞诺耳（Ὑπερενόρ，“超人”）；克托尼俄斯（Χθόνιος，“土地人”）；珀罗洛斯（Πελορός，“巨大的，可怕的”）；乌代俄斯（Οὐδαεύς，“土地的”）。
赫拉尼库斯提供了这故事的另一个版本，他说一开始就只有五名武士，因此就略去了互相残杀的内容。
至于雅典娜交给埃厄忒斯的那些龙牙，后来它们被率领阿耳戈船英雄来到科尔客斯的伊阿宋种到地里；埃厄忒斯要求伊阿宋必须战胜由龙牙生出来的地生人，才能把金羊毛交给他。伊阿宋使用与卡德摩斯一样的计策，向地生人中间扔了一块石头，他们立刻发生争吵并拼杀起来，最后没有一人幸存。

## 大眾文化
地生人被描寫為以龍的牙齒為觸媒召喚或製作的魔法生物，因此又稱為龍牙兵（Dragontooth Warrior），受到電影《杰逊王子战群妖》的影響，外型多為帶有部分龍特徵的骷髏士兵。

## 资料来源
- 《神话辞典》，（苏联）M·H·鲍特文尼克等，统一书号：2017·304
- 《世界神话辞典》，辽宁人民出版社，ISBN 7-205-00960-X
- 《古希腊罗马神话鉴赏辞典》，吉林出版社，ISBN 7-206-04846-3
- 《古典神话人物词典》，艾德里安·鲁姆著，外语教学与研究出版社，ISBN 978-7-5600-6218-1
- 《早期希腊神话》，蒂莫西·冈茨，约翰·霍普金斯大学出版社，1993[來源請求]